# Korzonek (Birawa)

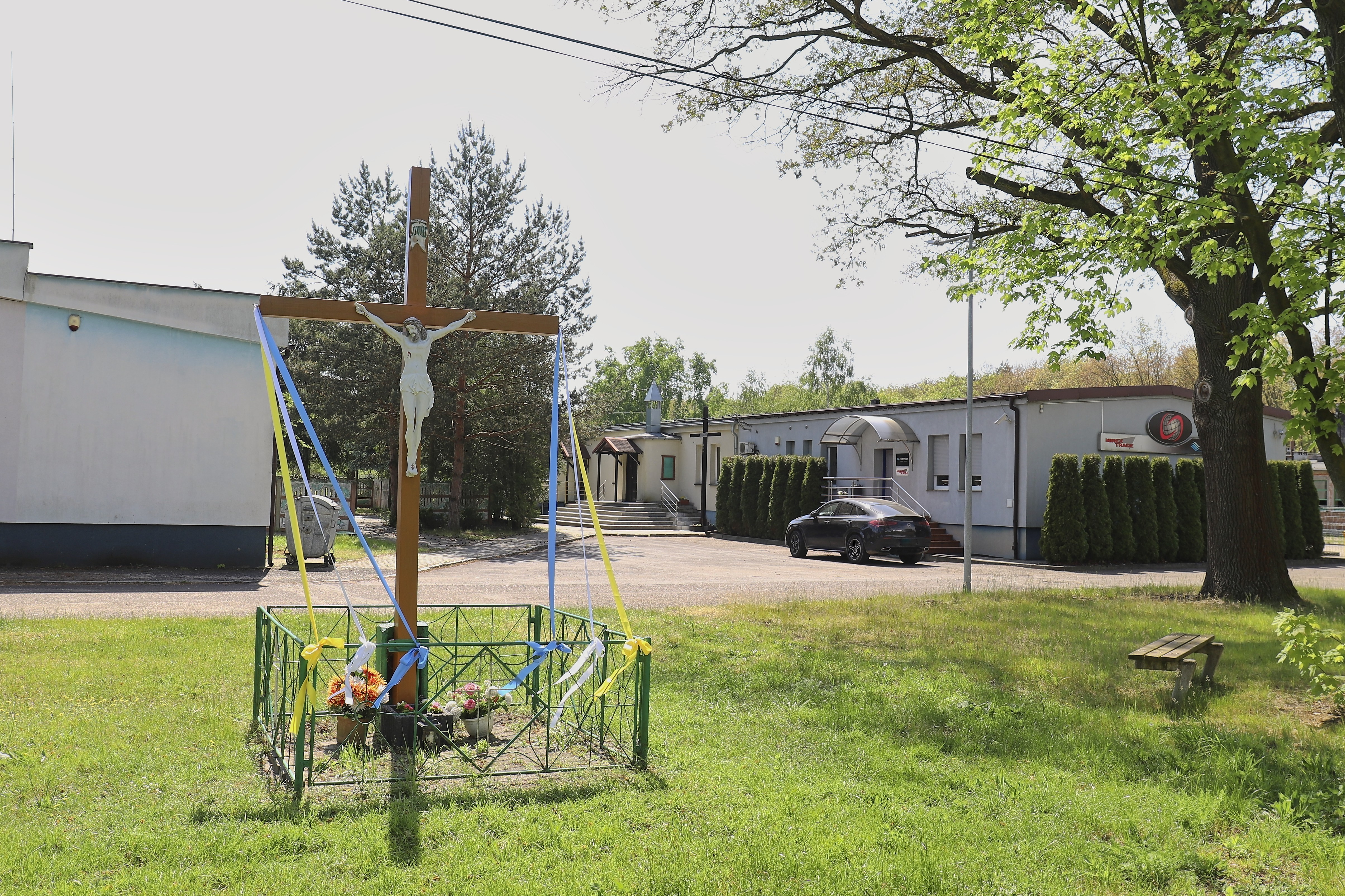
Wegekreuz

Korzonek polnisch Korzonek, 1936–1945 Teichen ist ein Ort in der Landgemeinde Birawa im Powiat Kędzierzyńsko-Kozielski der Woiwodschaft Opole in Polen.

## Geografie
Korzonek liegt rund drei Kilometer östlich von Birawa, zehn Kilometer südöstlich von Kędzierzyn-Koźle und 50 Kilometer südöstlich von Opole (Oppeln). Im Westen liegt die neue Siedlung mit Schulzenamt, im Osten die vormalige Kolonie, die als Weiler dem Schulzenamt zugeordnet ist.
Durch den Ort fließt die Bierawka (Birawka) durch den Weiler die Łącza (Latscher Wasser).
Nördlich befindet sich das weiträumige Industriewerk Grupa Azoty ZAK, vormals Werk Heydebreck der I.G. Farben.

## Geschichte
Korzonek entstand als Kolonie und gehörte zunächst zu Ortowitz. Seit dem 18. Jahrhundert befand sich hier ein Frischfeuer. Seit 1742/43 gehörte es zum  Kreis Cosel, mit dem es bis 1945 verbunden blieb.
Nach der Volksabstimmung in Oberschlesien 1921 verblieb Korzonek beim Deutschen Reich. 1936 wurde es im Zuge einer Welle von Ortsumbenennungen der NS-Zeit in Teichen umbenannt. In den 1940er Jahren wurde westlich von Teichen für die Arbeiter der IG-Farben-Werke eine Siedlung errichtet mit mehreren Wohnblöcken.
Infolge des Zweiten Weltkrieges kam der bis dahin deutsche Ort 1945 unter polnische Verwaltung, wurde anschließend der Woiwodschaft Schlesien angeschlossen und Korzonek umbenannt. 1950 wurde es der Woiwodschaft Opole eingegliedert. Seit 1999 gehört Korzonek zum neu gegründeten Powiat Kędzierzyńsko-Kozielski. Am 23. April 2007 wurde in der Gemeinde Birawa Deutsch als zweite Amtssprache eingeführt.

## Sehenswürdigkeiten
- Kleine Parkanlage